# Франсіско де ла Ластра
Франсіско де ла Ластра де ла Сотта (ісп. Francisco de la Lastra de la Sotta; 4 жовтня 1777, Сантьяго, генерал-капітанство Чилі — 13 травня 1852, Сантьяго, Республіка Чилі) — чилійський державний, політичний і військовий діяч. Верховний правитель Чилі у березні — липні 1814 року.

## Ранні роки
Народився 4 жовтня 1777 року в місті Сантьяго в Чилі в родині Антоніо де ла Ластра Кортес та Марії де ла Сотта Аґіла.
З раннього дитинства захоплювався військовою справою. Через це батько відправив його до Іспанії, де він спочатку навчався, а згодом розпочав свою військово-морську кар'єру. 1803 року отримав звання другого лейтенанта. 1804 року повернувся до Чилі, де продовжив військову службу.

## Війна за незалежність Чилі
З 4 липня по 2 грудня 1811 року був заступником депутата Першого Національного конгресу Чилі від Консепсьйона. 1812 року був призначений головнокомандувачем флоту Чилі. 26 жовтня того ж року був одним із підписантів Тимчасового конституційного положення.
Після того як восени 1813 року чилійський диктатор Хосе Мігель Каррера потрапив у полон до іспанців в битві при Ель-Торо, 14 березня 1814 року Урядова хунта проголосила його Верховним правителем Чилі. Обіймаючи цю посаду, він намагався об'єднати чилійські сили для протистояння іспанським роялістським військам. 3 травня 1814 року підписав із роялістами Ліркайський договір, який тимчасово припинив бойові дії між чилійцями та роялістами.
Тоді ж з полону внаслідок обміну звільнився Каррера. 23 липня він повалив уряд де ла Ластри.
1-2 жовтня чилійські патріоти зазнали поразки в битві при Ранкагуа. На відміну від багатьох патріотів, які втекли до Мендоси, де ла Ластра залишився в Чилі. Він був одним із тих, хто за урядування Маріано Осоріо був відправлений у заслання на архіпелаг Хуан-Фернандес.
1817 року повернувся із заслання внаслідок повернення чилійських патріотів до влади. Тоді ж кілька місяців знову очолював флот Чилі. 1818 року призначений губернатором Вальпараїсо. З 30 січня до березня 1823 року вдруге був Верховним правителем Чилі на час відсутності Рамона Фрейре, який очолив військову експедицію на південь Чилі. 1823 року став мером Сантьяго та державним радником.

## У часи незалежного Чилі
1825 року втретє став головнокомандувачем чилійського флоту.
У громадянській війні 1829—1830 років підтримав pipiolos (лібералів), ставши на бік Рамона Фрейре на противагу pelucones Хосе Хоакіна Прієто та Мануеля Бульнеса. Врешті-решт, табір консервативних pelucones переміг.
З 1841 року був членом військового трибуналу. У 1843—1846 роках був намісником Лаутаро. З 1844 року — віцепрезидент Національного конгресу Чилі. Був членом Постійної військової та військово-морської комісії.
Помер у Сантьяго 13 травня 1852 року.